# آرنه دام
آرنه دام هو عسكري نرويجي، ولد في 8 سبتمبر 1894، وتوفي في 2 ديسمبر 1968.